# УЕФА суперкуп 2019.
УЕФА суперкуп 2019. је било 44. издање УЕФА суперкупа, годишње фудбалске утакмице у организацији УЕФА, у којој учествују шампиони два највећа европска клупска такмичења Лиге Шампиона и Лиге Европе. У мечу су учествовали Ливерпул као победник Лиге шампиона 2018/19. и Челси као победник Лиге Европе 2018/19. Супер Куп је одигран на стадиону Водафон парку у Истанбулу, у Турској, 14. августа 2019.
Ово је била прва утакмица УЕФА Супер Купа на којој се користио Видео асистент судија (ВАР).
Ливерпул је победио са 5:4 на пенале, након резултата од 2:2 након продужетака и тако освојио своју четврту титулу на УЕФА Супер Купу.

## Место
Први пут икада, УЕФА је 9. децембра 2016. покренула отворени поступак за избор места за финале клубова (УЕФА Лига шампиона, УЕФА Лига Европе и Суперкуп УЕФА). Савези су имали рок до 27. јануара 2017. да изразе камату, а досије и понуда морали су бити достављени до 6. јуна 2017.
УЕФА је 3. фебруара 2017. саопштила да је девет савеза изразило интересовање за домаћинство, и потврдило је 7. јуна 2017. да је седам савеза поднело захтев за домаћинство за утакмицу УЕФА Суперкупа:
| Држава        | Стадион           | Град     | Капацитет | Белешка                                        |
| ------------- | ----------------- | -------- | --------- | ---------------------------------------------- |
| Албанија      | Арена Комбетаре   | Тирана   | 22.500    |                                                |
| Француска     | Стадион Мунисипал | Тулуз    | 33.150    |                                                |
| Израел        | Стадион Семи Офер | Хаифа    | 30.870    |                                                |
| Казахстан     | Астана арена      | Астана   | 30.244    | Понуда и за Финале Лиге шампиона за жене 2019. |
| Северна Ирска | Виндзор парк      | Белфаст  | 18.434    |                                                |
| Пољска        | Стадион Енерга    | Гдањск   | 41.160    | предност над Национални стадион, Варшава       |
| Турска        | Водафон парк      | Истанбул | 41.188    | Понуда и за Финале Лиге Европе 2019.           |

Следећи савези су показали интересовање за домаћинство, али на крају нису доставили понуде:
- Мађарска: Групама арена, Будимпешта
- Шкотска: Хемпден парк, Глазгов

Извештај о понудама објављен је од стране УЕФА 14. септембра 2017. Водафон парк је изабран за место одржавања од стране УЕФА Извршног одбора 20. септембра 2017. године.

## Стадион
Ово је први УЕФА суперкуп који је одржан у Турској, а трећи пут да се одржава финале УЕФА клупског европског такмичења у овој земљи, након Финала Лиге шампиона 2005. године на Олимпијском стадиону Ататурк и Финала лиге Европе 2009. године на Стадиону Шукру Сараџоглу, оба стадиона у Истанбулу.
Стадион Водафон парк је стадион турског клуба Бешикташ. Због правила УЕФА која се односе на права именовања спонзора који нису на турниру, стадион ће се у свим материјалима УЕФА називати "Бешикташ стадион".

## Меч

### Детаљи
Ливерпул је као победник Лиге шампиона одређен као "домаћи" тим за административне сврхе.
| Ливерпул                                             | 2:2 (прод.) | Челси                                          |
| ---------------------------------------------------- | ----------- | ---------------------------------------------- |
| Мане 48, 95’                                         |             | Жиру 36’ · Жоржињо 101’ (пенал)                |
| Пенали                                               |             |                                                |
| Фирмино · Фабињо · Ориги · Александер Арнолд · Салах | 5:4         | Жоржињо · Баркли · Маунт · Емерсон · Абрахам · |

| Ливерпул | Челси |

| Г           | 13 | Адријан                  |      |      |
| О           | 12 | Џо Гомез                 |      |      |
| О           | 32 | Жоел Матип               |      |      |
| О           | 4  | Вирџил ван Дајк          |      |      |
| О           | 26 | Ендру Робертсон          |      | 91’  |
| С           | 7  | Џејмс Милнер             |      | 64’  |
| С           | 3  | Фабињо                   |      |      |
| С           | 14 | Џордан Хендерсон (к)     | 85’  |      |
| Н           | 15 | Алекс Окслејд-Чејмберлен |      | 46’  |
| Н           | 11 | Мохамед Салах            |      |      |
| Н           | 10 | Садио Мане               |      | 103’ |
| Измене:     |    |                          |      |      |
| Г           | 22 | Енди Лонерган            |      |      |
| Г           | 62 | Каоимхин Келехер         |      |      |
| О           | 51 | Ки-Јана Хувер            |      |      |
| О           | 66 | Трент Александер Арнолд  | 107’ | 91’  |
| С           | 5  | Џорџинио Вајналдум       |      | 64’  |
| С           | 20 | Адам Лалана              |      |      |
| С           | 23 | Џердан Шаћири            |      |      |
| С           | 67 | Харви Елиот              |      |      |
| Н           | 9  | Роберто Фирмино          |      | 46’  |
| Н           | 24 | Риан Брустер             |      |      |
| Н           | 27 | Дивок Ориги              |      | 103’ |
| Тренер:     |    |                          |      |      |
| Јирген Клоп |    |                          |      |      |

| Г             | 1  | Кепа Аризабалага      |     |      |
| О             | 28 | Сесар Аспиликвета (к) | 79’ |      |
| О             | 15 | Курт Зума             |     |      |
| О             | 4  | Андреас Кристенсен    |     | 85’  |
| О             | 33 | Емерсон Палмиери      |     |      |
| С             | 5  | Жоржињо               |     |      |
| С             | 7  | Нголо Канте           |     |      |
| С             | 17 | Матео Ковачић         |     | 101’ |
| Н             | 22 | Кристијан Пулишић     |     | 74’  |
| Н             | 18 | Оливије Жиру          |     | 74’  |
| Н             | 11 | Педро Родригез        |     |      |
| Substitutes:  |    |                       |     |      |
| Г             | 13 | Вили Кабаљеро         |     |      |
| О             | 2  | Антонио Ридигер       |     |      |
| О             | 3  | Маркос Алонсо         |     |      |
| О             | 21 | Давид Запакоста       |     |      |
| О             | 29 | Фикајо Томори         |     | 85’  |
| С             | 8  | Рос Баркли            |     | 101’ |
| С             | 19 | Мејсон Маунт          |     | 74’  |
| С             | 47 | Били Гилмор           |     |      |
| Н             | 9  | Тами Абрахам          |     | 74’  |
| Н             | 10 | Вилијан               |     |      |
| Н             | 16 | Кенеди                |     |      |
| Н             | 23 | Миши Батшуаји         |     |      |
| Тренер:       |    |                       |     |      |
| Френк Лампард |    |                       |     |      |

| Правила меча 90 минута. 30 минута продужетака у случају нерешеног резултата након 90 минута. Извођење пенала, ако је резултат нерешен и након продужетака. Дванаест измена. Максимално три замене по екипи, а четврта је дозвољена у продужецима. |